# Lumière (Disney)
Pour les articles homonymes, voir Lumière (homonymie).
Lumière est un personnage de fiction apparu pour la première fois au cinéma en 1991 dans La Belle et la Bête.
Par la suite, Lumière est apparu dans La Belle et la Bête 2 : Le Noël enchanté (1997) et dans Le Monde magique de la Belle et la Bête (1998). Il fait également partie des personnages apparaissant dans Disney's tous en boîte ainsi que dans les jeux vidéo Kingdom Hearts 2 et Kingdom Hearts: 358/2 Days. Il apparait aussi dans la série Once Upon A Time (saison 3, épisode 15).

## Description
Lumière est, comme tous les objets anthropomorphes du film, un personnage touché par la malédiction. Maître d'hôtel du château, il a été changé en candélabre. Quand Maurice arrive au château, il est le premier à l'accueillir et à l'inviter à rester. Il est aussi, tout au long du film, aux côtés de Big Ben, un bon conseiller de la Bête. Il lui suggère entre autres de faire dormir Belle dans une chambre plutôt que dans le cachot afin de ne pas trop la malmener et ainsi garder l'espoir qu'elle devienne celle qui brisera la malédiction.
Dans la version originale, Jerry Orbach a fait la voix de Lumière en insistant sur l'accent français du personnage. La première fois qu'il voit Belle, il la nomme « Mademoiselle ». Cet accent a été repris dans toutes les autres versions. Pour la version française, le personnage a été doublé avec un accent « vieux Paris » pour souligner cette particularité.

### Caractère
Souvent aux côtés de Big Ben, personnage strict, bagarreur mais peureux malgré tout, Lumière parait plus rebelle et enjoué. Il n'hésite pas à tenir tête à son maître, notamment quand il lui annonce que Belle ne souhaite pas se joindre à lui pour le souper. Il n'a pas peur d'enfreindre les règles strictes en laissant Maurice s'asseoir dans le fauteuil du maître ou en organisant pour Belle un repas grandiose dans la séquence chantée C'est la fête.
Lumière est également présenté comme un séducteur puisque quelques scènes sont consacrées à sa relation galante avec Plumette, le plumeau. Lors de la scène de l'attaque du château, il lui sauvera même la vie. Par ailleurs, après avoir repris forme humaine, il pose des yeux concupiscents sur le postérieur de Plumette et s'apprête à la suivre en poussant un grognement peu catholique, ne laissant guère de doute sur ses intentions de stupre et de luxure.

### Apparence
Le personnage de Lumière a été développé par Nik Ranieri, assisté de Beverly Adams, Debra Armstrong, Janet Heerhan Bae, Rejean Bourdages, Edgar Gutierrez, David Stephan et Barry Temple pour l'animation.
Il prend la forme d'un chandelier doré à trois bougies. La centrale, plus haute représente son visage. Une goûte de cire fondue en haut de son visage suggère une mèche. Les deux autres bougies, plus petites représentent ses mains. Il utilise dans certaines séquences son éteignoir en guise de chapeau.
Dans son apparence humaine, Lumière est un homme brun, grand et mince. Son costume doré reprend les motifs que l'on trouvait quand il était chandelier, sur son pied.

## Voix de Lumière

### Voix originales
- Jerry Orbach :
  - La Belle et la Bête
  - La Belle et la Bête 2 : Le Noël enchanté
  - Le Monde magique de la Belle et la Bête
- Dans le jeu Kingdom Hearts 2 : Jeff Bennett
- Once Upon A Time (voix et acteur) : Henri Lubatti

### Voix françaises
- Daniel Beretta :
  - La Belle et la Bête
  - Le Monde magique de la Belle et la Bête
  - Kingdom Hearts 2
  - Mickey, la magie de Noël
- Jean-Claude Donda :
  - La Belle et la Bête 2 : Le Noël enchanté
  - Tous en Boîte
  - Disney Princesse : Un Voyage Enchanté
- Guillaume Beaujolais :
  - La Belle et la Bête (film, 2017)
  - Tic et Tac, les rangers du risque (film)

### Voix québécoise
- La Belle et la Bête 2 : Le Noël enchanté : Pascal Rollin et Vincent Potel (chant)

## Chansons
- C'est la fête (Be our guest) - Mme Samovar, Lumière et chœurs.
- Je ne savais pas (Something there) - Mme Samovar, Belle, la Bête, Lumière, Big Ben.
- Humain à nouveau (Human Again) - Tous les objets (version longue de 2002 uniquement)
- Les Compères hors pair ou La Crème de la crème au Québec (A Cut Above The Rest) - Lumière, Big Ben et Belle
- Tant qu'il y aura Noël ou Il faut croire à jamais au Québec (As Long As There's Christmas) - Belle et le personnel du château

## Dans les parcs Disney
Le personnage de Lumière est, ou a été utilisé dans les parcs Disney sous plusieurs formes :
- Dans le film 3D Mickey's PhilharMagic.
- Sur un des chars de la parade nocturne DreamLights.
- Sous forme de statue sur le château de Disneyland  à l'occasion des 15 ans du parc.
- Il est aussi présent dans Disney Dreams  à Disneyland Paris où lui et quelques autres personnages chantent C'est la fête en présence de l'ombre de Peter Pan.